# Branchiostegus australiensis
Branchiostegus australiensis är en fiskart som beskrevs av Dooley och Kailola, 1988. Branchiostegus australiensis ingår i släktet Branchiostegus och familjen Malacanthidae. Inga underarter finns listade.